# كومانو (ميه)
مدينة كومانو (بالإنجليزية: Kumano)‏ هي أحد المدن التابعة لمحافظة ميه. تأسست رسميًا في 01/11/2005. ويقدر عدد سكانها بـ 20477 نسمة حسب تقدير مكتب الإحصاء الياباني لعام 2012. تبلغ مساحة كومانو 373.63 كم2. بكثافة سكانية تبلغ 54.8 نسمة/كم2.

## المناخ
يظهر الجدول التالي التغييرات المناخية على مدار السنة لكومانو:
| البيانات المناخية لـكومانو                   | البيانات المناخية لـكومانو | البيانات المناخية لـكومانو | البيانات المناخية لـكومانو | البيانات المناخية لـكومانو | البيانات المناخية لـكومانو | البيانات المناخية لـكومانو | البيانات المناخية لـكومانو | البيانات المناخية لـكومانو | البيانات المناخية لـكومانو | البيانات المناخية لـكومانو | البيانات المناخية لـكومانو | البيانات المناخية لـكومانو | البيانات المناخية لـكومانو |
| الشهر                                        | يناير                      | فبراير                     | مارس                       | أبريل                      | مايو                       | يونيو                      | يوليو                      | أغسطس                      | سبتمبر                     | أكتوبر                     | نوفمبر                     | ديسمبر                     | المعدل السنوي              |
| -------------------------------------------- | -------------------------- | -------------------------- | -------------------------- | -------------------------- | -------------------------- | -------------------------- | -------------------------- | -------------------------- | -------------------------- | -------------------------- | -------------------------- | -------------------------- | -------------------------- |
| المتوسط اليومي °م (°ف)                       | 6.7 (44.1)                 | 8.0 (46.4)                 | 10.4 (50.7)                | 15.1 (59.2)                | 18.7 (65.7)                | 22.0 (71.6)                | 25.6 (78.1)                | 26.6 (79.9)                | 24.3 (75.7)                | 19.2 (66.6)                | 14.0 (57.2)                | 9.2 (48.6)                 | 16.7 (62.0)                |
| متوسط درجة الحرارة الصغرى °م (°ف)            | 2.6 (36.7)                 | 3.7 (38.7)                 | 5.7 (42.3)                 | 10.6 (51.1)                | 14.8 (58.6)                | 18.7 (65.7)                | 22.5 (72.5)                | 23.3 (73.9)                | 21.2 (70.2)                | 15.9 (60.6)                | 10.3 (50.5)                | 5.3 (41.5)                 | 12.9 (55.2)                |
| الهطول مم (إنش)                              | 108.6 (4.28)               | 114.1 (4.49)               | 231.1 (9.10)               | 241.8 (9.52)               | 295.4 (11.63)              | 308.6 (12.15)              | 352.9 (13.89)              | 298.3 (11.74)              | 404.2 (15.91)              | 330.2 (13.00)              | 183.4 (7.22)               | 113.7 (4.48)               | 2٬982٫3 (117.41)           |
| ساعات سطوع الشمس الشهرية                     | 164.7                      | 153.8                      | 184.6                      | 180.4                      | 166.3                      | 131.5                      | 154.5                      | 183.6                      | 144.9                      | 126.1                      | 144.5                      | 165.9                      | 1٬900٫8                    |
| المصدر: وكالة الأرصاد الجوية اليابانية (JMA) |                            |                            |                            |                            |                            |                            |                            |                            |                            |                            |                            |                            |                            |